# Cordt Trap
Cordt Einar Trap (født 31. august 1859 i København, død 19. oktober 1937) var en dansk statistiker og nationaløkonom. Trap var ansat i finansministeriet indtil han 1896 blev chef før Københavns statistiske kontor, en stilling han havde til 1922. Man mærkede navnlig Traps initiativ i undersøgelserne om befolknings- og beboelseforholdene. Trap udarbejdede en række afhandlinger om socialpolitiske emner.
Cordt Trap var søn af J.P. Trap. Han er begravet på Holmens Kirkegård, hvor hans gravsten ses på familiegravstedet.